# فردریک (کانزاس)
فردریک (به انگلیسی: Frederick) شهری در ایالت کانزاس کشور ایالات متحده آمریکا است که جمعیت آن در سرشماری سال ۲۰۱۰ میلادی، ۱۸ نفر بوده‌است.